# Chrisann Brennan

Chrisann Brennan 29 de setembro de 1954 (70 anos) é uma memorialista e pintora americana. Ela é autora de The Bite in the Apple, uma autobiografia sobre seu relacionamento com o cofundador da Apple, Steve Jobs . Eles tiveram uma filha, Lisa Brennan-Jobs.

### Vida pregressa
Chrisann Brennan nasceu em Dayton, Ohio, em 1954, uma das quatro filhas de James Richard Brennan e Virginia Lavern Rickey. Chrisann recebeu o nome da flor crisântemo.
Seu pai trabalhava para Sylvania e a família morava em vários lugares, incluindo Colorado Springs e Nebraska. Eles finalmente se estabeleceram em Sunnyvale, Califórnia. Seus pais se divorciaram após se mudarem para Buffalo, Nova York. Brennan estudou na Homestead High School em Cupertino, Califórnia, onde conheceu Steve Jobs durante os primeiros meses de 1972

### Relacionamento com Steve Jobs
O relacionamento de Brennan e Jobs começou em 1972, quando eles estudavam juntos no ensino médio. Brennan permaneceu envolvido com Jobs enquanto ele estava no Reed College. Em meados de 1973, Jobs voltou para a área da baía de São Francisco. Eles permaneceram envolvidos um com o outro enquanto continuavam a ver outras pessoas.
Depois que Brennan se formou no ensino médio, ela foi visitar Jobs em All One Farm, uma comuna no Oregon. Brennan foi profundamente influenciada pela experiência de conhecer e trabalhar com as pessoas que conheceu lá. No início de 1975, Brennan envolveu-se com uma comunidade zen-budista em Los Altos. Foi através desta comunidade que ela conheceu e trabalhou com o mestre Zen Kobun. Brennan também esteve profundamente envolvida em seu programa de arte no Foothill College, onde estudou com Gordon Holler.
Nessa época, ela se apaixonou por Greg Calhoun (ex-colega de classe de Jobs em Reed), que veio visitá-la da All One Farm. Brennan mudou-se para All One Farm e morou com Calhoun. Eles finalmente voltaram para a Bay Area, depois viajaram por um ano pela Índia, embora seu relacionamento tenha terminado quando ela retornou aos Estados Unidos.

### Apple(1977)
Após retornar da Índia, Brennan visitou Jobs, que ela agora considerava apenas um amigo, na casa dos pais dele, onde ele ainda morava. Foi durante esse período que Jobs e Brennan se apaixonaram novamente, já que Brennan notou mudanças nele que ela atribui a Kōbun Chino Otogawa, a quem ela ainda seguia. Foi também nessa época que Jobs exibiu um protótipo de computador Apple para Brennan e seus pais na sala de estar. Brennan nota uma mudança neste período, onde as duas principais influências sobre Jobs foram Apple e Kobun. No início de 1977, ela e Jobs passavam algum tempo juntos na casa dela, no Rancho Duveneck, em Los Altos, que servia como albergue e centro de educação ambiental. Brennan também trabalhou lá como professora para crianças do centro da cidade que vieram aprender sobre a fazenda.
À medida que Jobs e a Apple se tornaram mais bem-sucedidos, seu relacionamento com Brennan tornou-se mais complexo. Em 1977, Brennan, Daniel Kottke e Jobs mudaram-se para uma casa perto do escritório da Apple em Cupertino. Brennan observa que Jobs queria que os três morassem juntos porque, "Steve me disse que não queria comprar uma casa só com nós dois porque parecia insuficiente para ele. Steve queria que seu amigo Daniel morasse com ele porque ele acreditava que isso acabaria com a intensidade do que não estava funcionando entre nós. Nosso relacionamento estava quente e frio. Éramos completamente loucos um pelo outro e totalmente entediados alternadamente. Eu sugeri a Steve que nos separássemos, mas ele me disse que ele simplesmente não conseguia se despedir." Além disso, Jobs inicialmente sugeriu que todos os três tivessem quartos separados. Eles ainda estavam envolvidos um com o outro, mas mesmo assim Brennan afirma que, em sua memória da época, "lembrei-me de como ele estava se tornando horrível e de como eu estava começando a me debater". Quando ela se mudou para a casa, ela inicialmente planejava se tornar uma artista. No entanto, ela também precisava encontrar trabalho e acabou conseguindo um cargo na Apple, no Departamento de Remessa (onde fazia parte de uma equipe que testou, montou e despachou Apple IIs com Mark Johnson e Bob Martinengo com quem ela gostou de trabalhar). Ela também teve aulas de arte no vizinho De Anza College.
O relacionamento de Brennan com Jobs estava se deteriorando à medida que sua posição Apple crescia e ela começou a considerar encerrar o relacionamento. Em outubro de 1977, Brennan foi abordada pelo funcionário nº 5 da Apple, Rod Holt, que lhe pediu para fazer "um aprendizado remunerado projetando projetos para as Maçãs". Tanto Holt quanto Jobs sentiram que seria uma boa posição para ela, dadas as suas habilidades artísticas. A decisão de Brennan, porém, foi ofuscada pelo fato de ela perceber que estava grávida e que Jobs era o pai. Ela demorou alguns dias para contar a Jobs, cujo rosto, segundo Brennan, “ficou feio” com a notícia. De acordo com Brennan, no início do terceiro trimestre, Jobs disse a ela: "Nunca quis pedir que você fizesse um aborto. Só não queria fazer isso." Ele também se recusou a discutir a gravidez. com ela. A própria Brennan ficou confusa sobre o que fazer. Ela estava afastada da mãe e com medo de discutir o assunto com o pai. Ela também não se sentia confortável com a ideia de fazer um aborto. Ela preferiu discutir o assunto com Kobun, que a encorajou a ter e manter o bebê, pois ele daria seu apoio. Enquanto isso, Holt aguardava sua decisão sobre o estágio. Brennan afirma que Jobs continuou a incentivá-la a fazer o estágio, afirmando que ela poderia "estar grávida e trabalhar na Apple, você pode aceitar o emprego. Não entendo qual é o problema". Brennan, porém, observa que “sentiu muita vergonha: a ideia da minha barriga crescendo no ambiente profissional da Apple, com o filho sendo dele, embora ele fosse imprevisível, por sua vez era punitivo e sentimentalmente ridículo. Brennan recusou o estágio e decidiu deixar a Apple. Ela afirma que Jobs disse a ela "Se você desistir deste bebê para adoção, você se arrependerá" e "Eu nunca irei ajudá-la".

### Lisa Brennan-Jobs
Agora sozinho, Brennan recebia assistência social e limpava casas para ganhar dinheiro. Ela às vezes pedia dinheiro a Jobs, mas ele sempre recusava. Brennan escondeu sua gravidez o máximo que pôde, morando em vários lares e continuando seu trabalho com a meditação Zen. Ao mesmo tempo, segundo Brennan, Jobs “começou a semear nas pessoas a noção de que eu dormia com todos e ele era infértil, o que significava que este não poderia ser filho dele”. Algumas semanas antes do nascimento, Brennan foi convidada para ter seu bebê na All One Farm em Oregon e Brennan aceitou a oferta.
Aos 23 anos, Brennan deu à luz sua filha, Lisa Brennan-Jobs, em 17 de maio de 1978. Jobs não compareceu ao parto. Ele finalmente visitou depois de ser contatado por Robert Friedland, amigo em comum e proprietário da All One Farm. Embora distante, Jobs trabalhou com Brennan em um nome para o bebê. Ela sugeriu o nome "Lisa" e diz que Jobs era muito apegado ao nome "Lisa", embora "também negasse publicamente a paternidade". Ela descobriria mais tarde que Jobs estava se preparando para lançar um novo tipo de computador ao qual queria dar um nome feminino. Ela afirma que nunca lhe deu permissão para usar o nome do bebê em um computador e ele escondeu dela os planos. Jobs também trabalhou com sua equipe para criar a frase "Arquitetura de Sistema Integrado Local" como uma explicação alternativa para o Apple Lisa (décadas depois, porém, Jobs admitiu ao seu biógrafo Walter Isaacson que "obviamente, foi nomeado para minha filha").
Brennan explorou a adoção antes e depois do nascimento de Lisa Brennan-Jobs, mas finalmente decidiu se tornar mãe solteira. Certa vez, enquanto estava com amigos na Bay Area, Jobs passou para vê-la. Brennan afirma que eles foram dar um passeio quando Jobs disse a ela: "Sinto muito. Já volto, essa coisa com a Apple vai acabar quando eu tiver cerca de trinta anos. Sinto muito, muito mesmo." Na mesma época, ela conheceu Kobun, que se distanciou dela e não cumpriu sua promessa de ajudá-la quando o bebê nascesse.
Brennan seria alvo de intensas críticas de Jobs, que afirmava que “ela não quer dinheiro, ela só me quer”. De acordo com Brennan, Mike Scott, da Apple, queria que Jobs lhe desse dinheiro, enquanto outros executivos da Apple "o aconselharam a me ignorar ou a lutar se eu tentasse ir atrás de um acordo de paternidade". Brennan também observa que mais tarde, depois que Jobs foi forçado a sair da Apple, "ele se desculpou várias vezes por esse comportamento. Ele disse que nunca assumiu a responsabilidade quando deveria e que sentia muito". desenvolveu um relacionamento forte com Lisa, que queria que seu nome fosse mudado e Jobs concordou. Então ele mudou o nome dela em sua certidão de nascimento de Lisa Brennan para Lisa Brennan-Jobs.
Quando Lisa era bebê e Jobs continuou a negar a paternidade, foi feito um teste de DNA de paternidade que o estabeleceu como pai de Lisa. Ele foi obrigado a dar a Brennan US$ 385 por mês e devolver o dinheiro que ela havia recebido da assistência social. Jobs deu a ela US$ 500 por mês na época em que a Apple abriu o capital e Jobs se tornou milionário. Brennan trabalhava como garçonete em Palo Alto. Mais tarde, Brennan concordou em dar uma entrevista com Michael Moritz para a revista Time. Seria para o especial Personalidade do Ano de 1982 (lançado em 3 de janeiro de 1983). Ela decidiu ser honesta sobre seu relacionamento com Jobs. A edição da revista Time teve um impacto vitalício em Brennan. Em vez de dar a Jobs o prêmio de "Pessoa do Ano", a Time ofereceu o prêmio de "Máquina do Ano: O Computador se Move". Na edição, Jobs questionou a confiabilidade do teste de paternidade (que afirmava que a "probabilidade de paternidade para Jobs, Steven... é de 94,1%"). Jobs respondeu argumentando que "28% da população masculina dos Estados Unidos poderia ser o pai". A Time também observou que "a menina e a máquina na qual a Apple depositou tantas esperanças para o futuro compartilham o mesmo nome: Lisa". Após esta edição, Brennan "não prestou muita atenção à carreira de Steve Jobs novamente".
Ao longo dos anos, porém, Brennan e Jobs desenvolveram uma relação de trabalho com a co'-'mãe Lisa, especialmente depois que ele foi forçado a sair da Apple. Brennan credita a mudança nele à influência de sua recém-descoberta irmã biológica, Mona Simpson, que trabalhou para reparar o relacionamento entre Lisa e Jobs.
De acordo com a Fortune, Brennan escreveu uma carta a Jobs em 2005, e outra em 2009, na qual ela dizia que abandonaria a escrita de suas memórias se Jobs lhe fornecesse uma compensação financeira de US$ 28 milhões pelo sofrimento que ela passou como mãe solteira.

### Pintora
Durante o final da década de 1980, Brennan decidiu terminar sua educação formal e começou a estudar no California College of Arts and Crafts (para onde conseguiu transferir suas unidades do Foothill College). Ela pediu a Jobs que pagasse suas mensalidades. Ele concordou com o pedido e, de acordo com Brennan, ficou muito feliz em fazê-lo, como parte do desenvolvimento de seu relacionamento com Lisa. Em 1989, ela foi transferida para o San Francisco Art Institute.
Brennan morou em Monterey, Califórnia, enquanto trabalhava como pintor profissional. Ela descreve sua arte como "pinturas codificadas por luz" e trabalha principalmente sob encomenda para festas privadas ou corporativas. Ela também criou murais para a Casa Ronald McDonald, o Hospital do Condado de Los Angeles, o Hospital Geral de Massachusetts em Boston e o Hospital Infantil Packard. Brennan afirmou que a pintura é "uma linguagem para mim. As letras são formas e as pinturas são documentos para informação. Quando misturo os dois, fico feliz. Isso me tira do normal, que é o que quero fazer.
1. ↑  Gulker, Linda (8 de abril de 2013). «Artist Chrisann Brennan describes her art as 'light encoded paintings'». InMenlo. Consultado em 19 de janeiro de 2015
2. ↑  Nakaso, Dan (29 de outubro de 2013). «Steve Jobs' ex describes coping with the mercurial Apple genius». San Jose Mercury. Consultado em 17 de janeiro de 2015